# بولنزكوي
بولنزكوي (بالتركية: Polonezköy)‏ وتعني القرية البولندية، هي قرية صغيرة تقع في القسم الآسيوي من مدينة إسطنبول تابعه لمنطقق بيكوز (بالتركية: Beykoz)‏، وتبعد 27 كم من ميدان تقسيم، و 20 كم من ساحل البحر الأسود و 15 كم من ساحل البوسفور.
قام بإنشاء القرية البولندية في إسطنبول مجموعة من المهاجرين البولنديين الهاربين من مطاردة الروس لهم بعد احتلال بلادهم قبل 150 عام، حافظت هذه القرية البولندية على التاريخ والتراث البولندي على مدار سنوات طويلة، وتعيش في هذه القرية عدد من القوميات كالعرب والاتراك والاكراد وبعض القوقازيين والبلقان، كما أن الجنسية الأصلية لسكانها هي الجنسية البولندية وكذلك فهم يستخدمون اللغة البولندية في الحديث دائمًا باعتبارها لغتهم الرسمية.
وتعرف القرية أيضًا باسم Adampol، نسبة للذي قام بتأسيسها الأمير آدم جيرزي تشارتورسكي (Adam Jerzy Czartoryski) عام 1842 الذي كان رئيس للحكومة الانتفاضة الوطنية البولندية وكان زعيمًا للهجرة السياسية وأسس تلك القرية أو المستوطنة وسميت القرية Adamköy بمعنى قرية ادم باللغة التركية، وفي بداية الأمر كان يعيش في القرية 12 شخص عكف السكان الاوائل في القرية على الزراعة وتربية الغابات ولكن بعد الاستقلال البولندي عام 1918 قامت الغالبية في العودة إلى بولندا.
وقد أصدرت الحكومة التركية قانونًا جديدًا في عام 1994، يفيد بتحويل قرية بولنزكوي إلى محمية طبيعية لتحقيق أقصى استفادة وحماية الأنواع النادرة من الحيوانات التي أوشكت على الانقراض، الأمر الذي أدى إلى تطور القرية بشكل كبير لتصبح من أجمل الأماكن والقرى السياحية التي تبعد عن إسطنبول بحوالي 27 كيلو متر.